# 家用游戏机列表
家用游戏机（又稱電視遊樂器）指主要用来執行电子游戏的电子产品。

## 列表

### 任天堂（Nintendo）
- Color TV Game（カラーテレビゲーム）

- Color TV Game 6（カラーテレビゲーム6，1977年）
- Color TV Game 15（カラーテレビゲーム15，1978年）
- Color TV Game Racing 112（カラーテレビゲームレーシング112，1978年）
- Color TV Game Block Kuzushi（カラーテレビゲーム ブロック崩し，1979年）

- Computer TV Game（コンピュータテレビゲーム，1980年）
- Family Computer（ファミリーコンピュータ，又稱「紅白機」、「FC遊戲機」，1983年，在初期有四角型按鈕的版本。）

- Nintendo Entertainment System（FC在歐洲、北美地區的版本，簡稱「NES」，1985年）
- 影音版本Family Computer（AV仕様ファミリーコンピュータ，1993年）

- Super Famicon（スーパーファミコン，又稱「超級任天堂」、「SFC」，1990年）

- Super Nintendo Entertainment System（在北美、歐洲發行的版本，簡稱「SNES」，1991年）

- NINTENDO64（1996年）

- 神游机（iQue Player，中國大陸的中文化版本，2003年）
- 64DD（1999年）

- Nintendo GameCube（ニンテンドーゲームキューブ，2001年）
- Wii（2006年）

- Wii Mini（2012年，僅在歐洲、北美地區發行）

- Wii U（2012年）
- Nintendo Switch （ニンテンドースイッチ，2017年）

### 索尼互動娛樂（SIE，舊稱:索尼電腦娛樂、SCE）
- PlayStation（1994年）

- PSone（2000年，以及包含液晶螢幕的「PSoneCOMBO」）

- PlayStation 2（2000年）

- PSX（2003年，整合DVD錄影機的版本，僅在日本國內發售。）
- PlayStation 2 slim（2004年）

- PlayStation 3（2006年）

- PlayStation 3 slim（2009年）
- PlayStation 3 Super slim（2012年）

- PlayStation 4（2013年）

- PlayStation 4 Slim（2016年）
- PlayStation 4 Pro（2016年，性能上较普通Playstation 4有升级。）

- PlayStation 5（2020年）

### 微軟（Microsoft）
- Xbox（2001年）
- Xbox 360（2005年）

- Xbox 360 S（2010年）
- Xbox 360 E（2013年）

- Xbox One（2013年）

- Xbox One S（2016年，2019年5月8日推出無光碟、全數碼版。）
- Xbox One X（2017年）

- Xbox (第四代)（2020年）

- Xbox Series S（2020年）
- Xbox Series X（2020年）

### 世嘉（SEGA）
- SG-1000（1983年）
- SC-3000（1983年）

- SC-3000H（1983年）

- SG-1000 II（1984年）
- SEGA MarkIII（1985年）
- Master System（1986年）
- Mega Drive（1988年）

- TV Drive（1991年，比較接近個人電腦而非遊戲機）
- Mega-CD（1991年，又稱「Sega CD」）
- Mega Drive 2（1993年）
- Mega-CD 2（1993年）
- CDX（1994年）
- Super 32X（1994年）
- Genesis 3（1998年，SEGA授權Majesco發行的相容機，僅在北美發售）
- Mega Drive Play TV（2004年）

- Sega Saturn（1994年）
- Dreamcast（1998年）

### 日本電氣 Home Electronics（NEC-HE）
- PC Engine（1987年，又稱「PC-E」）

- PC Engine Shuttle（1989年，幽浮造型的機種）
- PC Engine CoreGrafx （1989年）
- PC Engine SuperGrafx （1989年）
- PC Engine CoreGrafx II（1991年）
- PC Engine GT（1990年）
- PC Engine LT（1991年）
- PC Engine Duo（1991年）
- PC Engine Duo R（1993年）
- PC Engine Duo RX（1994年）

- PC-FX（1994年）

### EPOCH
- Epoch Cassette Vision（1981年）

- * Epoch Cassette Vision Jr.（1983年，廉價版）

- Epoch Super Cassette Vision（1984年）
- TV Tennis（1975年日本第一台電視遊戲機）
- TV Beta（テレビベーダー）
- TV Baseball Game（テレビ野球ゲーム）
- System 10（システム10）

- System 10-M2

### SNK
- Neo-Geo（1990年）

- Neo-Geo CD（1994年）
- Neo-Geo CDZ（1995年）

### 其他
- PV-1000（1983年）

- PV-2000（1983年）

- Vectrex（1982年，日本的名稱為「光速船」）
- Arcadia 2001（1983年）
- Sharp X68000（1987年）
- Commodore 64GS（1990年）
- Amstrad GX4000（1990年）
- Laser Active（1991年）
- Atari Jaguar（1993年）

- Atari Jaguar CD（1995年）

- 3DO（1993年）
- Loopy（1994年）
- Super A'Can（1995年，台灣自製的家用遊戲機。）
- Apple Pippin（1996年，又稱「Pippin@.」）